# Solar Euromed
Solar Euromed és un grup d'alta tecnologia amb seu a França especialitzada en tecnologia d'energia solar termoelèctrica concentrada. La companyia proporciona sistemes propis d'energia solar termoelèctrica que produeixen calor per a la generació d'energia i aplicacions industrials amb la capacitat incorporada per emmagatzemar i subministrar electricitat sota demanda, fins i tot més enllà de la posta de sol. La tecnologia solar tèrmica de Solar Euromed es basa en el concepte de generació directa de vapor i la utilització d'òptica lineal de tipus Fresnel, la qual es va desenvolupar en col·laboració amb el Centre Nacional Francès d'Investigació Científica i la Comissió francesa d'Energia Atòmica i d'Energies Alternatives.

## Història
Des de la seva creació, Solar Euromed ha estat un actiu promotor de la tecnologia CSP a Europa i s'ha creat una reconeguda experiència en aquest camp emergent:
- El 2007, Solar Euromed ha desenvolupat el projecte Solenha finalment classificat com Seveso permetent un major coneixement[4] en l'avaluació de l'impacte ambiental de la tecnologia de col·lectors cilindre-parabòlics.[5]

- El 2009, el grup va llençar el seu pla de desenvolupament tecnològic finançat pel fons d'innovació francesa Ossi i la Unió Europea, que inicialment va donar lloc a una planta pilot del tipus Fresnel amb seu ubicada en la plataforma per a l'estudi en la Recerca i Desenvolupament d'Energia Solar Termoelèctrica als Pirineus.[6]

- El 2010, la companyia va signar un acord de 2GW amb la República del Sudan per al desenvolupament, construcció i operació de plantes termosolars que s'executarà en la pròxima dècada. Poques setmanes després, es va signar un acord de compra d'energia per a la realització dels primers 250 MW.[7]

- El 2011, va guanyar a Còrsega un permís de construcció per a la major planta d'energia solar tèrmica de tipus Fresnel a França per a demostrar el correcte funcionament d'aquesta tecnologia pròpia de Solar Euromed a escala útil.[8]

## Energia Solar per Concentració
Les tecnologies de CSP, concentren l'energia dels raigs del sol per escalfar un fluid a altes temperatures. Aquesta calor es transforma en energia mecànica i després en electricitat. Fent servir el sol com a font d'energia lliure, les estructures són fetes de metall i vidre, lliures d'emissions d'efecte hivernacle, l'energia solar concentrada és una solució sostenible i ecològica per produir una energia neta i renovable.
CSP és una tecnologia provada i les primeres plantes van començar a funcionar a Califòrnia en els anys 80, impulsat pels incentius fiscals federals i estatals i obligatori en els contractes de compra d'energia a llarg termini. La caiguda en els preus dels combustibles fòssils, va portar als governs federal i estatal a desmantellar el marc de polítiques que han donat suport a l'avanç de la CSP. En el 2006, el mercat va tornar a emergir a Espanya i els Estats Units, recolzada pels canvis en les polítiques governamentals favorables a les energies renovables - solar en particular. CSP utilitza els recursos solars renovables per generar electricitat sense produir emissions de GEH (SOX, CO2), amb una gran capacitat d'escalar la potència de les mateixes centrals. Les plantes de CSP poden ser combinades amb la capacitat d'emmagatzematge tèrmic per tal d'evitar la intermitència a causa dels núvols, o per proporcionar electricitat durant la nit o fins i tot durant les hores punta. Les plantes de CSP també poden proporcionar la generació d'energia solar durant les hores sense irrigació solar gràcies a la hibridació ja sigui amb gas o biomassa. Mentre que el gruix de l'electricitat CSP vindrà de les grans plantes de generació connectades a la xarxa, aquestes tecnologies també mostren un important potencial per al subministrament d'energia per a altres usos, com ara la dessalinització de l'aigua, l'energia fora de la xarxa, producció combinada de calor i electricitat, calor per processos industrials, petroli i gas de bombament, i la generació de combustibles solars.

## Tecnologia
La tecnologia solar d'Euromed fa servir segments llargs i estrets de mirall que giren per reflectir la llum solar sobre un tub absorbidor fix en la línia focal comú dels reflectors. Un reflector secundari permet tenir un major flux de calor i calefacció homogènia del tub absorbidor que pot generar temperatures de fins a 450 °C. Les solucions de Solar Euromed inclouen un conjunt a gran escala de mòduls reflectors Fresnel amb generació directa de vapor a alta temperatura, capacitat d'emmagatzematge tèrmic, un esquema d'assemblat-xe que permet el cultiu sota els reflectors gràcies a un alt posicionament de les estructures, i l'ús de materials reciclables limitant la brossa en el procés de desmuntatge i rebaixant l'impacte mediambiental.
La tecnologia Fresnel disposa de la millor relació CSP terra-electricitat a causa d'un disseny compacte i la facilitat d'ús de l'espai per sota de les estructures de suport. Aquesta tecnologia també és considerada com més barata d'implementar i permet una modularitat de construcció forta. El sistema Fresnel requereix miralls plans o amb formes més senzilles - i facilita la generació directa de vapor, cosa que fa eliminar la necessitat de costosos fluids de transferència de calor i intercanviadors de calor. D'altra banda, les operacions i el manteniment és fàcil, per tant, els costos associats són moderats.
Planta Pilot
En associació amb dos dels principals centres de recerca francesos (CNRS i el CEA), Solar Euromed ha posat en marxa el desenvolupament d'aquesta tecnologia de referència en una planta pilot amb capacitats relatives a MW, anomenada Augustin Fresnel 1 ubicada a Targasona.

## Alba Nova 1
Ubicat a Ghisonaccia, Còrsega, Alba Nova 1 és la planta de CSP que Solar Euromed té per a demostració, s'ha obtingut el permís de construcció i serveix com un pont entre la fase pilot i el desplegament previst de la regió MENA. Proporciona una integració optimitzada de les activitats agrícoles amb un dels dissenys més innovadors i més amigables amb el medi ambient que existeix actualment. Es tracta del primer projecte CSP autoritzat a França des de fa més de 30 anys i serveix de referència per a la conversió de l'energia i el rendiment econòmic de la tecnologia Solar Euromed. A causa de la seva insularitat, Còrsega té limitacions específiques d'energia per funcionar, amb connexions limitades a la xarxa externa, la protecció del medi ambient, el foc, i ha de vetllar per a reduir el cicle de vida a la baixa de les dues centrals tèrmiques a base fòssil.